# Bruna Ferraz
Bruna Ferraz (Porto Alegre, Brasil, 5 de setembre de 1981) és una actriu pornogràfica brasilera.
Va anar a viure a São Paulo el 2005, amb l'objectiu de desenvolupar la seva carrera com a stripper. Es va donar a conèixer en la xarxa d'internet amb les seves actuacions sensuals davant d'una webcam. En 2007 Bruna va entrar en la indústria pornogràfica, signant un contracte d'exclusivitat amb la productora de cinema pornogràfic Brasileirinhas. Aquell mateix any va protagonitzar la seva primera pel·lícula. En 2012 va desfilar amb una escola de samba en el Carnaval de São Paulo.